# Charrote
Charrote is een plaats in het district Doda van het Indiase unieterritorium Jammu en Kasjmir.

## Demografie
Volgens de volkstelling uit 2011 heeft Charrote een populatie van 3.904, waarvan 1.991 mannen en 1.913 vrouwen. Onder hen waren 706 kinderen met een leeftijd tussen de 0 en 6 jaar. De plaats had in 2011 een alfabetiseringsgraad van 48,75%. Onder mannen bedroeg dit 62,24% en onder vrouwen 34,65%.